# Filippo Giudice Caracciolo
Filippo kardinal Giudice Caracciolo, italijanski rimskokatoliški duhovnik, škof in kardinal, * 27. marec 1785, Neapelj, † 29. januar 1844.

## Življenjepis
18. marca 1809 je prejel duhovniško posvečenje.
21. februarja 1820 je bil imenovan za škofa Molfette in škofovsko posvečenje je prejel 27. februarja 1820.
15. aprila 1833 je bil imenovan za nadškofa Neaplja.
29. julija 1833 je bil povzdignjen v kardinala in imenovan za kardinal-duhovnika S. Agnese fuori le mura.
Umrl je 29. januarja 1844.